# Zharrëz
 (janvier 2023).
Zharrëz ou Zharëz est une localité et une ancienne municipalité du comté de Fier, au sud-ouest de l'Albanie.

## Historique
Lors de la réforme du gouvernement local de 2015, Zharrëz est devenu une subdivision de la municipalité albanaise de Patos.
En février 2017, une grève de la faim est menée à Zharrëz car les maisons des habitants ont été détruites sans indemnité. Niko Peleshi contribue à régler le conflit.

## Démographie
La population au recensement de 2011 était de 5 236 habitants.

## Économie et environnement
Au voisinage des habitations, une dizaine de puits pétroliers de plus de cinquante ans sont en fonctionnement. Huit réservoirs cylindriques d'Albpetrol sont atteints par la corrosion. Selon Qani Rredhi, directeur de l'association de protection de l'environnement de Zharrëz, « plus de 18 000 mètres carrés sont fortement pollués par le pétrole brut à cause d'infrastructures laissées à l'abandon depuis plus de 25 ans, avec des effets nocifs pour l'environnement et la santé des habitants. ».